# Consistórios de Celestino II
O Papa Celestino II (1143-1144) criou nove cardeais em um consistório:

## 17 de Dezembro 1143
1. Manfredo[2] - cardeal-presbítero de Santa Sabina, † 1157
2. Raniero[3] - cardeal-presbítero de Santo Estêvão no Monte Celio, † pouco antes de 22. Dezembro 1144
3. Ariberto[4] - cardeal-presbítero de Santa Anastasia, † 1156
4. Rodolfo[5] - cardeal-diácono de Santa Lúcia em Septisolio, † após abril de 1160
5. Gregorio de Jacinto[6]- cardeal-diácono de S. Angelo, então (abril 1154) cardeal-bispo de Sabina , † 1154
6. Astaldo degli Astalli[7] - cardeal-diácono de Santo Eustáquio, então (2 de março de 1151) cardeal-presbítero de S. Prisca, † 1161
7. Giovanni Caccianemici ,[8] Can.Reg. - cardeal-diácono de S. Maria Nuova, † 1152
8. Giovanni Paparoni[9] - cardeal-diácono de S. Adriano, então (2 de março de 1151) cardeal-presbítero de de São Lourenço em Dâmaso † no final de 1153
9. Hugo Novariensis[10] - cardeal-diácono de S. Lucia em Orphea, então (19 de maio de 1144) cardeal-presbítero de São Lourenço em Lucina, † 21 de setembro de 1150